# A Última Tentação de Cristo (livro)

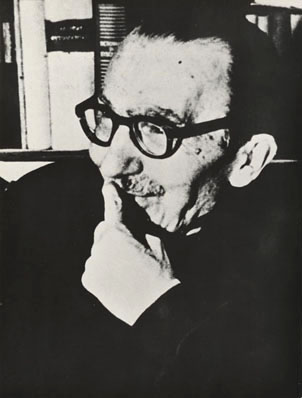
Níkos Kazantzákis.

A Última Tentação (título original grego: “Ο τελευταίος πειρασμός”; em alfabeto latino: “O telefteos pirasmos”) é um romance de autoria do escritor grego Níkos Kazantzákis, publicado originalmente em 1951.

## Resumo da História
Jesus era um carpinteiro nazareno odiado pelos demais judeus por ser o único carpinteiro que seguia fabricando cruzes para os romanos. Ele assim o fazia por ouvir vozes de que seria o escolhido (e as pessoas ao seu redor pensavam que era louco) e temer o seu destino messiânico. Talvez ele preferisse despertar a ira divina do que o Seu amor.
Um dia parte para o deserto para tornar-se um monge. Estando ali se purifica e começa sua tarefa evangelizadora seguido sempre por Judas, um zelote militante religioso que queria os romanos fora de Israel e que havia sido contratado para matá-lo, mas que acaba se tornando o seu melhor discípulo. Essa é justamente a razão pela qual Jesus lhe confia a missão de traí-lo. Na história ele é o seguidor que permanece completamente fiel a Jesus, e deve aceitar a mais difícil tarefa que lhe é dada por seu mestre. Os outros apóstolos são mostrados como fracos e prontos a desertar Jesus na primeira ameaça de perigo a suas vidas.
Enquanto Jesus é crucificado, ele se recorda das tentações as quais foi submetido pelo Diabo e as quais resistiu. Então, aparece-lhe um anjo que lhe disse para não sofrer mais e que baixasse da cruz. Então Jesus lhe dá ouvidos, desce da cruz e encontra Maria Madalena.
Passado um tempo, e após a morte de Maria Madalena, Jesus se casa com Marta e forma uma família, vivendo como um homem comum. Um dia, encontra Paulo, que pregava sobre o Messias e seu sacrifício. Jesus se aproxima dele e trata de desmentir tudo, porém Paulo o reconhece e diz a ele que seguirá pregando ainda que a ele doa.
Após algum tempo, e em meio às invasões de Tito a Jerusalém, Jesus vive suas últimas horas. Então todos os apóstolos vêm vê-lo, e o recriminam por não ter consumado sua Paixão. Então Jesus diz a eles que um anjo o autorizou a não consumar. Os discípulos, espantados, reconhecem o Diabo no suposto anjo.
Jesus, ao saber disso, levanta-se de seu leito e volta aí ao Calvário, querendo terminar sua Paixão… Então, vai terminar seu sacrifício.

## Características da Personagem Jesus
A figura de Jesus sempre esteve presente nos pensamentos de Kazantzákis, desde sua juventude até seus últimos anos de vida.
O Cristo de A Última Tentação compartilha das angustiadas preocupações metafísicas e existenciais de Kazantzákis, buscando respostas para questões tormentosas e que frequentemente causavam uma divisão entre o seu sentimento de dever e missão, por um lado, e de suas próprias carências humanas para desfrutar a vida, amar e ser amado, e ter uma família, de outro. Uma figura trágica que no fim sacrifica suas próprias esperanças humanas por uma causa maior, o Cristo de Kazantzákis não é uma divindade infalível, desapaixonada, mas, em vez disso, um ser humano apaixonado e passional que colocou-se uma missão, com um significado que ele está lutando para compreender e que frequentemente exige que ele enfrente sua consciência e suas emoções, e que acaba exigindo o sacrifício de sua própria vida para o seu cumprimento. Ele está sujeito a dúvidas, medos, e mesmo a sentimento de culpa. No final ele é o Filho do Homem, um homem cuja luta interna representa a da humanidade.

## Visão de Mundo (Weltanschauung) Implícita na Obra
A Última Tentação acaba sendo uma maneira de ensinar as pessoas a compreenderem alguém que tem uma crença diferente da delas, e como lhe comunicar o evangelho racional e verdadeiramente. Existem dois pressupostos básicos tanto no livro quanto no filme. O primeiro pressuposto é que não há uma distinção última entre bem e mal, entre Deus e homem, entre matéria e espírito. Essa distinção depende da nossa interpretação. Essa visão de mundo está presente ao longo de toda a obra. O segundo pressuposto é o de que a história é relativa. Não podemos tomar o conteúdo daquilo que hoje conhecemos como Novo Testamento como verdades absolutas.
Esses dois pressupostos da obra de Kazantzákis foram muito criticados por grupos religiosos, por interpretarem tais religiosos que eles, conjuntamente, rejeitam a Bíblia e o cristianismo. Para esses religiosos, a pior parte do romance (e também do filme) não é Jesus fazendo sexo com Maria Madalena, a qual é apresentada como uma tentação satânica na forma de um sonho. Segundo eles, o mundo gostaria que os cristãos admitissem que essa é a pior cena como prova de que os cristãos têm medo de sexo e pensam que o corpo é algo sujo. Para eles, essa parte apenas serviria para desviar a atenção dos dois pressupostos básicos tanto do livro quanto do filme que, esses sim, não seriam aceitáveis aos olhos do cristianismo como por eles interpretado.

## Reações ao Livro
Muitos religiosos conservadores gregos condenaram a obra de Kazantzákis. A sua interessante resposta foi: “Vocês me amaldiçoaram, pais sagrados, eu dou a vocês uma bênção: possam as suas consciências ser tão claras quanto a minha e possam vocês ser tão morais e religiosos quanto eu” (Grego: "Μου δώσατε μια κατάρα, Άγιοι πατέρες, σας δίνω κι εγώ μια ευχή: Σας εύχομαι να ‘ναι η συνείδηση σας τόσο καθαρή, όσο είναι η δική μου και να ‘στε τόσο ηθικοί και θρήσκοι όσο είμαι εγώ"), antes da Igreja Ortodoxa grega o excomungar em 1955.
A Última Tentação foi incluída pela Igreja Católica no Index Librorum Prohibitorum. A reação de Kazantzakis foi enviar um telegrama ao Vaticano citando o escritor cristão Tertuliano[carece de fontes?]: Ad tuum, Domine, tribunal appello (Português: “A Teu Tribunal, Senhor, apelo”, Grego: "Στο δικαστήριό σου ασκώ έφεση, ω Kύριε").

## Curiosidades
- O romance tem uma introdução (algo incomum em tal estilo de escrita), em que o autor sustenta que “a tentação mais forte que pode ter um homem é a de ser um homem comum”. Acrescenta que Cristo talvez a teve e que, apesar de tudo, a venceu.

- Em 1988, Martin Scorsese dirigiu um filme com roteiro baseado no livro, onde se acrescentou o nome do personagem Cristo ao título.